# Коралі Фаржа
Коралі Фаржа (фр. Coralie Fargeat; нар. 1976, Париж, Франція) — французька кінорежисерка і сценаристка. Здобула міжнародне визнання завдяки дебютному повнометражному фільму «Помста» 2017 року, за який отримала нагороди кількох кінофестивалів незалежних фільмів. Її наступний повнометражний фільм «Субстанція» (2024), сатиричний боді-горор з Демі Мур у головній ролі, показали в основному конкурсі на Каннському кінофестивалі 2024 року, Фаржа отримала нагороду за найкращий сценарій.
Називає Девіда Кроненберга, Джона Карпентера, Девіда Лінча та Міхаеля Ганеке режисерами, які вплинули на неї, а також кількох південнокорейських режисерів стилістичними натхненниками.

## Ранні роки
Народилася і виросла у Парижі. У 16 чи 17 років вирішила стати режисеркою. Навчалася в Інституті політичних досліджень, потім працювала на знімальному майданчику. 2010 року навчалась в La Fémis, престижній кіношколі в Парижі.
Під час навчання в La Fémis з групою друзів-режисерів створила колектив «La Squadra», де вони разом намагалися монтувати свої фільми, стикаючись зі схожими труднощами, оскільки кожен з них хотів створювати жанрові фільми. Вони зустрічалися двічі на тиждень і запрошували кінематографістів та професіоналів галузі поділитися з ними своїми історіями успіху, що допомогло їм отримати більш реалістичне уявлення про світ кіно, про те, як все працює, і про те, як розповісти свої історії.

## Кар'єра
2003 року вийшов її перший короткометражний фільм «Телеграма», про двох жінок, які чекають доставлення від листоноші під час Другої світової війни. Стрічка отримала 13 нагород на кількох кінофестивалях.
2007 року разом з Анн-Елізабет Блато створила «Les Fées cloches», комедійний мінісеріал, у якому також була режисеркою.
2014 року вийшов її наступний короткометражний фільм «Реальність+». Науково-фантастична історія отримала номінацію на приз журі на кінофестивалі «Трайбека».
Дебютним повнометражним проєктом став фільм «Помста» (2017), трилер про помсту молодої жінки, яка стала жертвою нападу та була залишена вмирати. Авторка надихнулася такими стрічками про помсту, як-от «Убити Білла», «Рембо» та «Божевільний Макс». Режисерка була зацікавлена у дослідженні персонажа, який здавався б «слабким», але під час фільму перетворювався б на «супергероя», який би вирішив помститися. Світова прем'єра відбулася на Міжнародному кінофестивалі в Торонто 2017 року в секції «Опівнічне божевілля» і був відібраний для показу на 23 додаткових кінофестивалях.
2022 року зняла епізод серіалу Netflix «Пісочний чоловік».
2024 року вийшов її другий повнометражний фільм «Субстанція», боді-горор з Демі Мур, Марґарет Кволлі та Деннісом Квейдом у головних ролях. Прем'єра відбулася в конкурсній програмі Каннського кінофестивалю 2024 року і була добре сприйнята критиками. Фаржа отримала нагороду за найкращий сценарій на фестивалі.
Учасниця Collectif 50/50, групи, створеної з метою досягнення гендерної рівності в кіноіндустрії.

## Стиль й ідеологія кінознімання
Захоплена відсутністю недовіри і є шанувальницею використання образів і символів, щоб висловити щось просте потужним способом. Зацікавлена фільмами, які здатні створювати свій власний світ і примудрятися існувати поза межами реальності, наводячи як приклад такі фільми про помсту, як-от «Убити Білла» і «Рембо».
Створюючи графічні або криваві фільми, виявляє, що баланс сцен насильства з гумором робить насильство більш терпимим.
Вважає, фільми, наповнені вшануваннями та покликаннями, можуть відштовхнути глядача від ототожнення з фільмом. Вона описує це розставання як «моменти другого ступеня» і вирішує триматися подалі від надмірних покликань. Вважає вкрай важливим підходити до фільму та його створення зі справжнім і щирим баченням, заявляючи, що вона намагається «охопити [свою] тему у її виборі, її упередженнях, її надмірностях, а також у її недоліках», щоб досягти цього.
Під час підготовки до знімання «Помсти» вона заявила, що Матильду Лутц обрали на роль частково через її велику довіру до Фаржи, що було важливо для неї при створенні фільму.

## Фільмографія
Художні фільми
| рік  | Назва      | Режисер | Сценарист | Примітки                      |
| ---- | ---------- | ------- | --------- | ----------------------------- |
| 2017 | Помста     | Так     | Так       | Також співмонтажер            |
| 2024 | Субстанція | Так     | Так       | Також продюсер і співмонтажер |

Короткометражні фільми
| Рік  | Назва       | Режисер | Сценарист |
| ---- | ----------- | ------- | --------- |
| 2003 | Телеграма   | Так     | Так       |
| 2014 | Реальність+ | Так     | Так       |

Телебачення
| Рік  | Назва            | Примітки               |
| ---- | ---------------- | ---------------------- |
| 2007 | Les Fées Cloches |                        |
| 2022 | Пісочний чоловік | Епізод: «Колекціонери» |

## Визнання
| Нагорода                                                                        | Рік  | Категорія                                                      | Робота      | Результат | Ref.   |
| ------------------------------------------------------------------------------- | ---- | -------------------------------------------------------------- | ----------- | --------- | ------ |
| Ам'єн                                                                           | 2004 | Prix des Enfants de la Licorne                                 | Телеграма   | Перемога  |        |
| Фаджр                                                                           | 2005 | Міжнародне змагання — Найкращий короткометражний фільм         | Телеграма   | Перемога  |        |
| Міжнародний кінофестиваль короткометражних фільмів Corti Da Sogni Antonio Ricci | 2015 | European Sogni Award                                           | Реальність+ | Перемога  | [ 28 ] |
| Фестиваль Трайбека                                                              | 2016 | Нагорода журі за найкращий короткометражний фільм              | Реальність+ | Номінація | [ 15 ] |
| Кінофестиваль у Сіджасі                                                         | 2017 | Best Director                                                  | Помста      | Перемога  | [ 29 ] |
| Кінофестиваль у Сіджасі                                                         | 2017 | Найкращий режисер                                              | Помста      | Перемога  | [ 29 ] |
| Монстер Фест                                                                    | 2017 | Найкращий міжнародний фільм                                    | Помста      | Перемога  | [ 30 ] |
| Міжнародний фантастичний кінофестиваль у Пучхоні                                | 2018 | Найкращий фільм                                                | Помста      | Перемога  | [ 31 ] |
| Кінофестиваль у Калгарі                                                         | 2018 | Нагорода журі за найкращий художній фільм                      | Помста      | Перемога  | [ 32 ] |
| Міжнародний кінофестиваль у Клівленді                                           | 2018 | Нові режисери                                                  | Помста      | Номінація | [ 33 ] |
| Міжнародний кінофестиваль у Клівленді                                           | 2018 | Нагорода ReelWomenDirect Award за досконалу режисерську роботу | Помста      | Номінація | [ 33 ] |
| Fangoria Chainsaw                                                               | 2019 | Найкращий режисер                                              | Помста      | Номінація | [ 34 ] |
| Fangoria Chainsaw                                                               | 2019 | Best Limited Feature                                           | Помста      | Номінація | [ 34 ] |
| Каннський кінофестиваль                                                         | 2024 | Приз за найкращий сценарій                                     | Субстанція  | Перемога  | [ 35 ] |